# Leknín posvátný
Leknín posvátný (Nymphaea lotus) nesprávně lotos egyptský, někdy též leknín lotosový je vytrvalá vodní bylina s jemně vonnými bílými květy a okrouhlými plovoucími listy z čeledi leknínovité (Nymphaeaceae). Květy jsou tvořeny až 20 cm dlouhými korunními lístky. Pochází z povodí Nilu, dnes je však rozšířen ve vodách celé Afriky. Jedná se o posvátnou rostlinu Egypťanů a Asyřanů (původně zasvěcen bohyni Isis), proto je často, ale nesprávně nazýván jako lotos egyptský – tedy analogum k lotosu indickému (Nelumbo nucifera) z čeledi lotosovitých (Nelumbonaceae), posvátné rostlině Indů (která podle legend vyrostla z pupku boha Višnua), dnes rozšířené po celé jihovýchodní Asii. Rostlinu je však potřeba nazývat leknín, protože pochází z rodu Nymphaea.